# Kunčice nad Labem
Kunčice nad Labem é uma comuna checa localizada na região de Hradec Králové, distrito de Trutnov‎.